# Huu Phuc Nguyen
Huu Phuc Nguyen, genannt Hoa (* 23. Juni 1976 in My Tho, Vietnam) ist ein vietnamesisch-deutscher Humangenetiker und Direktor der Abteilung Humangenetik an der Ruhr-Universität Bochum.

## Leben
Hoa Nguyen wurde als Kind mit seinen Eltern als vietnamesischer Flüchtling von der Cap Anamur aufgenommen und wuchs in Uelzen auf. Von 1996 bis 2003 studierte an der Medizinischen Hochschule Hannover mit Auslandsaufenthalten an der Emory University bei Xiao-Jiang Li und an der McGill University bei Guy Rouleau. Ab 2003 war er am Universitätsklinikum Tübingen als Humangenetiker bei Olaf Rieß tätig, wurde dort 2005 mit einer Arbeit über Chorea Huntington im Tiermodell promoviert und leitete eine Arbeitsgruppe zur Erforschung der Chorea Huntington. Er ist Mitglied des European Huntington's Disease Networks (EHDN) und Angehöriger des Beratenden Ausschusses für Wissenschaft und Bioethik dieses Netzwerks.
Seit Januar 2019 ist er Direktor der Abteilung Humangenetik und Inhaber einer Professur an der Ruhr-Universität Bochum mit Forschungsschwerpunkt Chorea Huntington. Er arbeitet mit Carsten Saft, Neurologe am St. Josef-Hospital Bochum. Darüber hinaus ist Hoa Nguyen Leitender Arzt der Praxis für Humangenetik am Medizinischen Versorgungszentrum des Katholischen Klinikums Bochum. Er ist seit 2024 auch im Vorstand des Europäischen Huntington's Disease Network.

## Veröffentlichungen
- mit Stephan von Hörsten, Alexander Osmand, Ronald Wetzel, Elisabeth Petrasch-Parwez, Orsolya Kántor: Behavioral abnormalities precede neuropathological markers in rats transgenic for Huntington's disease. In: Human Molecular Genetics. Band 15, Nr. 21, 1. November 2006, ISSN 0964-6906, S. 3177–3194, doi:10.1093/hmg/ddl394 (oup.com [abgerufen am 17. Mai 2019]).
- Huu Phuc Nguyen: Untersuchungen zur Pathogenese der Huntington-Krankheit in transgenen Tiermodellen. 2005 (uni-tuebingen.de [abgerufen am 17. Mai 2019] Universität Tübingen). (Dissertation).